# Sekundærrute 459
De Sekundærrute 459 is een secundaire weg in Denemarken. De weg loopt van Horsens via Glud naar Juelsminde. De Sekundærrute 459 loopt door Midden-Jutland en is ongeveer 22 kilometer lang.